# دخل فردي
الدخل الفردي هو إجمالي ما يتحصل عليه الفرد وأسرته من عمله الذي يعمل فيه أو من أية مصادر أخرى، و هو الدخل الذي يعتمد عليه الإنسان حتى يستطيع أداء واجباته و مسؤولياته جميعها حيث أن كل شئ يحتاج إلى النقود حتى يتحصل عليه، ومن هنا فإن الدخل الفردي هو الذي يتيح للناس أن يحتازوا ويمتلكوا الأشياء ليستطيعوا العيش.  تتناسب نسبة الفقر وهناء العيش مع نسبة الدخل الفردي فكلما كان الدخل الفردي أعلى كلما كان العيش هنيئاً أكثر والعكس صحيح. يتعدى الدخل الفردي هذا المفهوم الضيق إذ إنه يعطي صورة و انعكاساً لمستوى إمكانيات الدولة الإقتصادية.